# Măgura Ierii
Măgura Ierii – wieś w Rumunii, w okręgu Kluż, w gminie Iara. W 2011 roku liczyła 34 mieszkańców.